# 엘리스 바우먼
엘리스 바우먼(영어: Elise Bauman, 1990년 10월 23일 ~ )은 캐나다의 배우이다.

## 출연 작품
- 빌로우 허